# Собор Влахернской иконы Божией Матери
Собор Влахернской иконы Божией Матери (груз. ზუგდიდის ვლაქერნის ყოვლადწმიდა ღმრთისმშობლის ხატის სახელობის საკათედრო  ტაძარი) — кафедральный храм Грузинской православной церкви в Зугдиди. Центр Зугдидской и Цаишской епархии.

## История
Эквтиме Такаишвили отмечает, что «Церковь нового Зугдиди построена из камня, грузинского стиля, при правлении Левана V Дадиани, строительство началось в 1825 году, а окончилось в 1830 году».
Деньги на строительство выделил российский император Александр I, он же вернул один из списков Влахернской иконы Божией Матери, которая по преданию не раз спасала Константинополь от нашествия врагов.
В 10-х годах XVIII века Георгий IV Гуриели выступил в поход против имеретинского царя Александра IV. Среди сокровищ, увезённых в Гурию, упоминается и Влахернская икона. В 1805 году мегрельская княгиня Нино (вдова Григола Дадиани) вместе с депутацией мегрельских князей подарила икону императору Александру I, который богато украсил икону и вернул её мегрельскому народу.
Влахернская икона попала в Мегрелию из Константинополя и представляла одну из главных ценностей князей Дадиани.
В храме хранятся следующие общехристианские ценности — риза и часть пояса Пресвятой Богородицы, мощи Святого Георгия и Святого Иоанна, кисть Святой Марины, и часть губки, из которой испил уксуса Иисус Христос, попавшие в Грузию из Византии после взятия его турками в 1453 году.
15 июля празднуется праздник храма — Влакерноба.

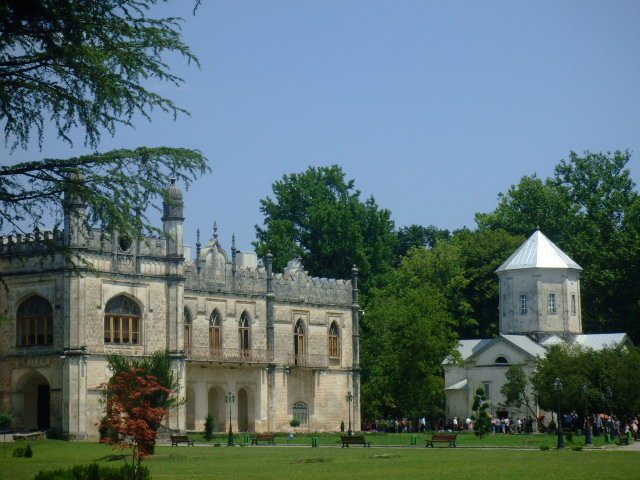
Дворец Дадиани и храм